# Paul-Gerhardt-Kirche (Hilzingen)

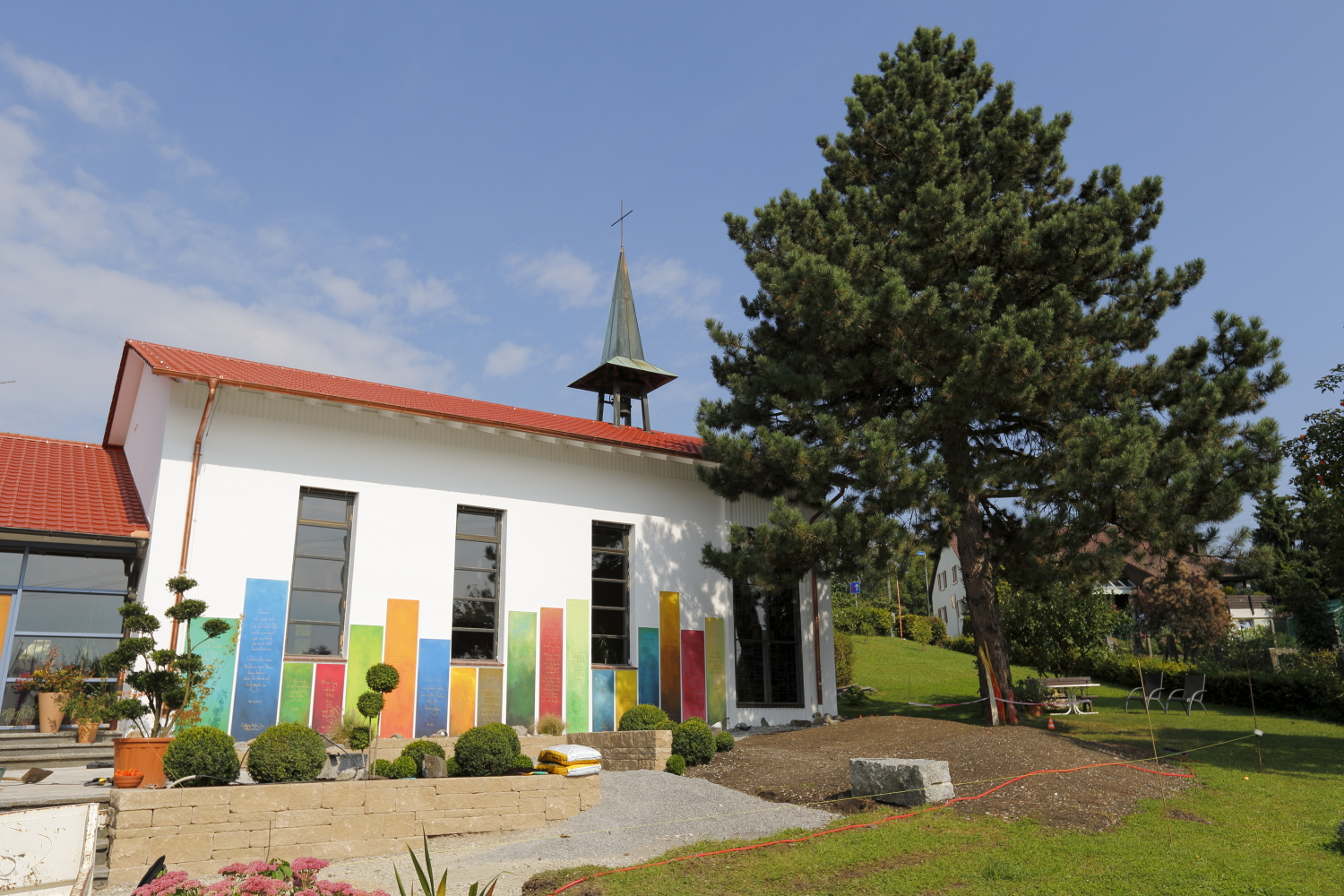
Paul-Gerhardt-Kirche Hilzingen

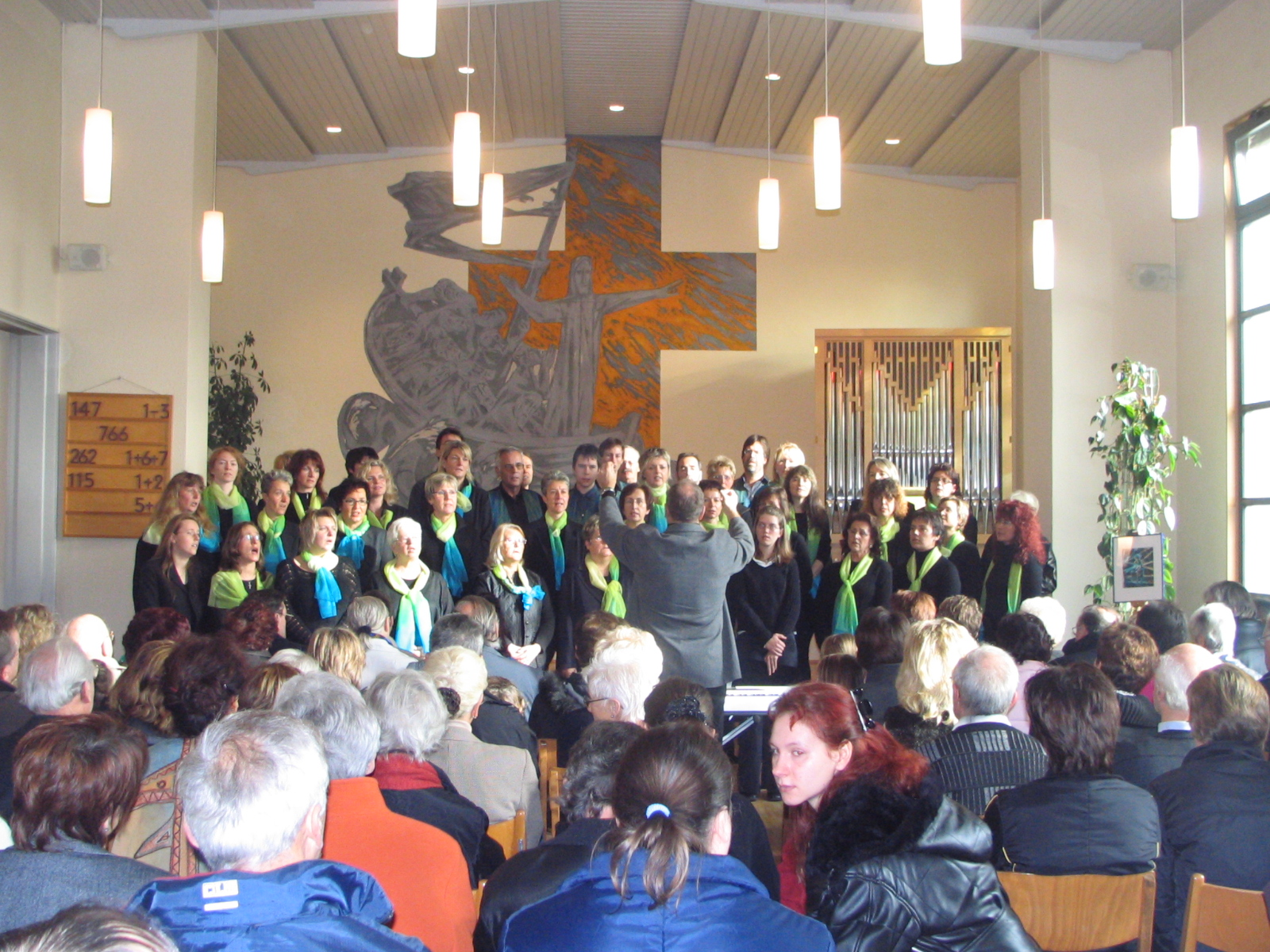
Chor Paul-Gerhardt-Kirche Hilzingen

Die  Paul-Gerhardt-Kirche ist die Kirche der evangelischen Kirchengemeinde Hilzingen im Landkreis Konstanz. Sie gehört zum Kirchenbezirk Konstanz der Evangelischen Landeskirche in Baden.

## Geschichte
Vertriebenenfamilien sind nach dem Krieg im Hegau ansässig geworden. Sie siedelten in Hilzingen unweit der Industriestadt Singen. In Eigenarbeit errichteten sie Anfang der 1960er Jahre einen kleinen Kirchenbau und gründeten die evangelische Kirchengemeinde in Hilzingen. Die Kirche erhielt ein Altarbild in Sgraffito-Technik: Jesus stillt den Sturm. Die Kirchengemeinde wurde 1979 von Gottmadingen getrennt.

## Gestaltung
2003 wurde die Kirche im Innenraum renoviert; das Altarbild wurde neu gestaltet und die Kirche erhielt eine Orgel. Im Jahr 2012 haben Gemeindemitglieder in Eigenarbeit eine Außenrenovierung durchgeführt und mit dem Projekt „Die Säulen des Glaubens“ der Kirche ein farbenfrohes Ansehen verschafft.